# Simon Längenfelder
Simon Längenfelder (Hof, 27 maart 2004) is een Duits motorcrosser.

## Carrière
Längenfelder maakte zijn debuut in het EMX125-kampioenschap in 2018, op Husqvarna. Hij sloot het seizoen af op de twintigste plaats.
In 2019 werd Längenfelder Duits kampioen 125cc op een KTM.
Längenfelder kwam ook opnieuw uit in het EMX125-kampioenschap en behaalde verschillende podiumplaatsen. Hij werd eindwinnaar van de wedstrijd in Lommel, en sloot het seizoen af op de derde plaats. Hij werd voor het eerst geselecteerd voor het Duitse team voor de Motorcross der Naties 2019 op het TT-Circuit Assen. Duitsland eindigde zevende.
Vanaf 2020 kwam Längenfelder voltijds uit in het wereldkampioenschap motorcross MX2, op GasGas. Zijn resultaten gingen in stijgende lijn, tot hij geblesseerd raakte tijdens de GP van Città di Faenza en de rest van het seizoen niet meer in actie kon komen. Längenfelder werd uiteindelijk nog dertigste in de eindstand.
Tijdens het seizoen 2021 kwam hij opnieuw in het WK MX2. Zijn team van 2020 kreeg in dit seizoen de status van officieel fabrieksteam. Längenfelder werd tiende in de eindstand. Ook dit seizoen werd hij geselecteerd voor de Motorcross der Naties 2021. Duitsland werd elfde.
In het seizoen 2022 werd Längenfelder teamgenoot van Mattia Guadagnini en Jorge Prado. Tijdens de eerste GP van het seizoen in Groot-Brittannië won Längenfelder zijn eerste GP uit zijn carrière. Hij werd derde in de eindstand van het WK. Ook dit jaar werd hij geselecteerd voor de Motorcross der Naties 2022. Duitsland eindigde achtste.
Na afloop van het seizoen won Längenfelder de "Jan de Groot Award" voor de beste jongere in het WK.

## Palmares
- Wereldkampioenschap MX2: 2025
- Wereldkampioenschap MX2: 2024
- Wereldkampioenschap MX2: 2023
- Wereldkampioenschap MX2: 2022
- EMX125: 2019
- ADAC Junior Cup 125cc: 2019

| 1 | 27-02-2022 | Groot-Brittannië | Matterley Basin |
| 2 | 07-04-2023 | Spanje           | Arroyomolinos   |
| 3 | 13-08-2023 | Zweden           | Uddevalla       |
| 4 | 21-04-2025 | Zwitserland      | Frauenfeld      |
| 5 | 25-05-2025 | Frankrijk        | Ernée           |
| 6 | 22-06-2025 | Groot-Brittannië | Matterley Basin |
| 7 | 27-07-2025 | Tsjechië         | Loket           |
| 8 | 17-08-2025 | Zweden           | Uddevalla       |